# Serie A 2003-2004 (calcio a 5)
Il campionato di Serie A 2003-2004 è stato il quindicesimo campionato di Serie A e la ventunesima manifestazione nazionale che assegnasse il titolo di campione d'Italia. La stagione regolare ha preso avvio il 12 settembre 2003 e si è conclusa il 17 aprile 2004, prolungandosi fino al 27 maggio con la disputa delle partite di spareggio. La stagione vide il tramonto dell'egemonia del Prato di Jesús Velasco, sopravanzato dalla compagine vicentina dell'Arzignano composto da giocatori di valore assoluto come il portiere Caio Farina, il bomber Fabrizio Amoroso ed il giovane Adriano Foglia, votato miglior giocatore del mondo l'anno precedente. Il campionato conferma la crescita del movimento italiano anche e soprattutto lontano dalla sua culla d'origine, ovvero Roma: le tre formazioni laziali giungono quarta, quinta ed ottava, mentre la sola Roma RCB riesce a qualificarsi per le semifinali scudetto. La finale è ad appannaggio dell'Arzignano e del sorprendente Perugia di Riccardo Gaucci, Danilo ed Edgar Bertoni: guidati da Massimo Ronconi (subentrato a stagione in corso a Giovanni Fasciano) eliminano in sequenza Reggio, Montesilvano ed i campioni uscenti del Prato, soccombendo però ai veneti in entrambe le gare di finale. In coda oltre al CUS Chieti e alla Lazio retrocede in Serie A2 anche il Napoli.

## Stagione regolare

### Classifica
|                               | Pos. | Squadra          | Pt | G  | V  | N | P  | GF  | GS  | DR   |
| ----------------------------- | ---- | ---------------- | -- | -- | -- | - | -- | --- | --- | ---- |
|                               | 1.   | Arzignano        | 54 | 26 | 16 | 6 | 4  | 133 | 76  | +57  |
| Vincitrice della Coppa Italia | 2.   | Prato            | 53 | 26 | 15 | 8 | 3  | 96  | 51  | +45  |
|                               | 3.   | Montesilvano     | 53 | 26 | 16 | 5 | 5  | 107 | 68  | +39  |
|                               | 4.   | Roma RCB         | 48 | 26 | 14 | 6 | 6  | 116 | 80  | +36  |
|                               | 5.   | BNL Roma         | 43 | 26 | 12 | 7 | 7  | 97  | 62  | +35  |
|                               | 6.   | Perugia          | 41 | 26 | 11 | 8 | 7  | 96  | 75  | +21  |
|                               | 7.   | Luparense        | 34 | 26 | 11 | 1 | 14 | 88  | 95  | -7   |
|                               | 8.   | Genzano          | 34 | 26 | 10 | 4 | 12 | 71  | 79  | -8   |
|                               | 9.   | Augusta          | 31 | 26 | 9  | 5 | 12 | 88  | 79  | +9   |
|                               | 10.  | Atletico Palermo | 29 | 26 | 8  | 5 | 13 | 100 | 138 | -38  |
|                               | 11.  | Lazio            | 28 | 26 | 7  | 7 | 12 | 72  | 99  | -27  |
|                               | 12.  | San Paolo Pisa   | 27 | 26 | 8  | 3 | 15 | 92  | 119 | -27  |
|                               | 13.  | CUS Chieti       | 26 | 26 | 7  | 5 | 14 | 67  | 82  | -15  |
|                               | 14.  | Napoli           | 9  | 26 | 3  | 0 | 23 | 42  | 154 | -112 |

### Verdetti
- Arzignano campione d'Italia 2003-2004 e qualificato alla Coppa UEFA 2004-05.
- Arzignano, Prato, Montesilvano e Roma RCB qualificate al secondo turno dei play-off.
- Gruppo Sportivo BNL, Perugia, Luparense, Genzano, Augusta e Atletico Palermo qualificate al primo turno dei play-off.
- Nepi e Reggio qualificati al primo turno dei play-off in quanto vincitrici della Serie A2.
- Napoli retrocesso in Serie A2 2004-05.
- CUS Chieti e, dopo i play-out, CVM Lazio retrocesse in Serie A2 ma successivamente ripescate.
- Gruppo Sportivo BNL, Roma RCB e San Paolo Pisa non iscritte al successivo campionato di Serie A. Le due società romane si uniscono a formare la Roma Calcio a 5.

### Statistiche e record

#### Record
- Maggior numero di vittorie: Arzignano, Montesilvano (16)
- Minor numero di sconfitte: Prato (3)
- Migliore attacco: Arzignano (133 goal)
- Miglior difesa: Prato (51 goal)
- Miglior differenza reti: Arzignano (+57)
- Maggior numero di pareggi: Prato, Perugia (8)
- Minor numero di pareggi: Napoli (0)
- Minor numero di vittorie: Napoli (3)
- Maggior numero di sconfitte: Napoli (23)
- Peggiore attacco: Napoli (42 goal)
- Peggior difesa: Napoli (154 goal)
- Peggior differenza reti: Napoli (-112)
- Partita con più reti: Lazio - Atletico Palermo 7 - 11
- Partita casalinga con maggiore scarto di gol: Montesilvano - Napoli 14 - 1
- Partita in trasferta con maggiore scarto di gol: Napoli - BNL Roma 1 - 16
- Miglior serie positiva:
- Risultato più frequente: 2-2 (11 volte)
- Totale dei gol segnati: 1257

#### Classifica marcatori[3]
| Gol |  |  | Giocatore              | Squadra          |
| --- |  |  | ---------------------- | ---------------- |
| 40  |  |  | Eduardo Morgado        | Montesilvano     |
| 37  |  |  | Fabrizio Amoroso       | Arzignano        |
| 31  |  |  | Adriano Foglia         | Arzignano        |
| 29  |  |  | Edgar Schurtz          | San Paolo Pisa   |
| 27  |  |  | Rogério                | Perugia          |
| 26  |  |  | Edgar Bertoni          | Perugia          |
| 23  |  |  | Denilson Manzali       | Roma RCB         |
| 20  |  |  | Lorenzo Fontana        | Luparense        |
| 19  |  |  | Vinícius Bacaro        | Lazio            |
| 17  |  |  | Alessandro Vasconcelos | Lazio            |
| 17  |  |  | Júlio Romanini         | Roma RCB         |
| 17  |  |  | Sandrinho              | Prato            |
| 17  |  |  | Antonino Testagrossa   | Atletico Palermo |
| 16  |  |  | Fabiano Assad          | Montesilvano     |
| 16  |  |  | Andrea Bearzi          | Prato            |
| 16  |  |  | Biro-Biro              | San Paolo Pisa   |
| 16  |  |  | Luca Ippoliti          | BNL Roma         |
| 16  |  |  | Pasquale Suarato       | Roma RCB         |

## Play-off
Ai play-off si qualificano le prime 10 squadre della serie A e le due vincenti dei due gironi di serie A2, ovvero Nepi e Reggio. Le prime quattro classificate della serie A accedono direttamente dai quarti mentre le altre otto squadre disputano un turno preliminare, articolato in gare di andata e ritorno. Il regolamento prevede che accedano ai quarti di finale le squadre che, nell'arco del doppio confronto, avranno realizzato il maggior numero di reti. In caso di parità, al termine del secondo incontro, si disputeranno due tempi supplementari da 5' ciascuno. In caso di ulteriore parità, passeranno il turno le squadre di categoria superiore o quelle meglio classificate al termine della stagione regolare. Quarti di finale, semifinali e la finale si giocano invece al meglio delle tre gare. Passerà il turno la squadra che totalizzerà più punti, indipendentemente dalla differenza reti, nelle prime due gare. In caso di un successo per parte o di due pareggi, si disputerà una terza gara sullo stesso campo di gara 2. In caso di parità al termine dei tempi regolamentari di questa terza gara, si procederà a due tempi supplementari da 5' ciascuno e, se necessario, ai tiri di rigore.

### Tabellone
|  | 1º turno     | 1º turno  | 1º turno | 1º turno         |    |           | Quarti | Quarti | Quarti   | Quarti |   |   | Semifinali | Semifinali | Semifinali | Semifinali |  |  | Finale | Finale | Finale | Finale |
|  |              |           |          |                  |    |           |        |        |          |        |   |   |            |            |            |            |  |  |        |        |        |        |
|  |              |           |          |                  |    |           |        |        |          |        |   |   |            |            |            |            |  |  |        |        |        |        |
|  |              |           |          |                  |    |           |        |        |          |        |   |   |            |            |            |            |  |  |        |        |        |        |
|  | Prato        | 6         | 5        |                  |    |           |        |        |          |        |   |   |            |            |            |            |  |  |        |        |        |        |
|  | Prato        | 6         | 5        | Atletico Palermo | 6  | 1         |        |        |          |        |   |   |            |            |            |            |  |  |        |        |        |        |
|  |              | Luparense | 4        | Atletico Palermo | 6  | 1         | 1      |        |          |        |   |   |            |            |            |            |  |  |        |        |        |        |
|  | Luparense    | Luparense | 4        | 5                | 5  |           | 1      |        | Prato    | 1      | 4 | 3 |            |            |            |            |  |  |        |        |        |        |
|  | Luparense    |           |          |                  |    |           |        |        | Prato    | 1      | 4 | 3 |            |            |            |            |  |  |        |        |        |        |
|  |              |           |          |                  |    | Perugia   | 4      | 2      | 4        |        |   |   |            |            |            |            |  |  |        |        |        |        |
|  | Montesilvano | 3         | 2        |                  |    | Perugia   | 4      | 2      | 4        |        |   |   |            |            |            |            |  |  |        |        |        |        |
|  | Montesilvano | 3         | 2        | Reggio           | 0  | 1         |        |        |          |        |   |   |            |            |            |            |  |  |        |        |        |        |
|  |              | Perugia   | 3        | Reggio           | 0  | 1         | 5      |        |          |        |   |   |            |            |            |            |  |  |        |        |        |        |
|  | Perugia      | Perugia   | 3        | 6                | 10 |           | 5      |        | Perugia  | 3      | 4 | - |            |            |            |            |  |  |        |        |        |        |
|  | Perugia      |           |          |                  |    |           |        |        | Perugia  | 3      | 4 | - |            |            |            |            |  |  |        |        |        |        |
|  |              |           |          |                  |    | Arzignano | 7      | 8      | -        |        |   |   |            |            |            |            |  |  |        |        |        |        |
|  | Roma RCB     | 1         | 6        |                  |    | Arzignano | 7      | 8      | -        |        |   |   |            |            |            |            |  |  |        |        |        |        |
|  | Roma RCB     | 1         | 6        | Nepi             | 0  | 2         |        |        |          |        |   |   |            |            |            |            |  |  |        |        |        |        |
|  |              | BNL Roma  | 1        | Nepi             | 0  | 2         | 3      |        |          |        |   |   |            |            |            |            |  |  |        |        |        |        |
|  | BNL Roma     | BNL Roma  | 1        | 2                | 4  |           | 3      |        | Roma RCB | 1      | 4 |   |            |            |            |            |  |  |        |        |        |        |
|  | BNL Roma     |           |          |                  |    |           |        |        | Roma RCB | 1      | 4 |   |            |            |            |            |  |  |        |        |        |        |
|  |              |           |          |                  |    | Arzignano | 2      | 5      |          |        |   |   |            |            |            |            |  |  |        |        |        |        |
|  | Arzignano    | 5         | 6        |                  |    | Arzignano | 2      | 5      |          |        |   |   |            |            |            |            |  |  |        |        |        |        |
|  | Arzignano    | 5         | 6        | Augusta          | 2  | 1         |        |        |          |        |   |   |            |            |            |            |  |  |        |        |        |        |
|  |              | Genzano   | 2        | Augusta          | 2  | 1         | 7      |        |          |        |   |   |            |            |            |            |  |  |        |        |        |        |
|  | Genzano      | Genzano   | 2        | 2                | 1  | [ 4 ]     | 7      |        |          |        |   |   |            |            |            |            |  |  |        |        |        |        |
|  | Genzano      |           |          |                  | 1  | [ 4 ]     |        |        |          |        |   |   |            |            |            |            |  |  |        |        |        |        |

### Risultati[5]

#### Primo turno

##### Andata
| Arbitri: | Donato Mauro (Battipaglia) Giuseppe Tassone (Taurianova) |

|                      |           |                        |
| Volpi 24’ Tilico 33’ | Marcatori | 16’ Santiago 36’ Puzzi |

| Arbitri: | Sacco (Verona) Federico Carraro (Verona) |

|  |           |                                   |
|  | Marcatori | 17'13’’ Parrel 26'45’’ De Nichile |

| Arbitri: | Salvatore Vittorio (Sulmona) Giuseppe D’Antuono (Foggia) |

|  |           |                                                         |
|  | Marcatori | 3’, 28’ Rogério 4’ E. Bertoni 18’ Gioia 25’, 34’ Gaucci |

| Arbitri: | Pietro Marchetti (San Donà di Piave) Fabrizio Ferrari (Modena) |

|                                                 |           |                                                       |
| A. Salomão 4’, 24’ Dalle Molle 6’, 8’, 21’, 33’ | Marcatori | 1’, 16’ E. Salomão 22’ Brazzi 26’ Fontana 30’ Barboza |

##### Ritorno
| Arbitri: | Valter Benozzo (Castelfranco Veneto) Camillo Degli Esposti (Rimini) |

|           |           |           |
| Penna 56’ | Marcatori | 44’ Volpi |

| Arbitri: | Rosario Buffo (Catania) Mario Baglivo (Pisa) |

|                                                          |           |                        |
| Nora 13’ Ippoliti 19’ (t.l.) Jubanski 24’ De Nichile 30’ | Marcatori | 16’ Júnior 18’ Garcias |

| Arbitri: | Walter Berardi (Gallarate) Emanuele Zandonà (Padova) |

|                                                                                             |           |         |
| Rogério 2’, 5’, 22’, 39'10’’ Campagnaro 28’ Simi 28'30’’, 31’, 39'30’’ Gaucci 32’ Diogo 39’ | Marcatori | 14’ Gil |

| Arbitri: | Alessandro Capomassi (Roma 1) Pietro Taranto (Roma 1) |

|                                                        |           |                 |
| Barboza 13’ Antonelli 17’ Jimenez 23’, 35’ Fontana 37’ | Marcatori | 14’ Dalle Molle |

#### Quarti

##### Gara 1
| Arbitri: | Sergio Cervone (Avellino) Luca Desideri (Prato) |

|                        |           |                                                      |
| Penna 20'30’’, 22'30’’ | Marcatori | 12’ Foglia 19’, 39’ Pinilla 32’ Brancher 35’ Ranieri |

| Arbitri: | Francesco Giusti (Prato) Edoardo Ambrosini (Carrara) |

|              |           |                   |
| Ippoliti 19’ | Marcatori | 31’ (t.l.) Bacaro |

| Arbitri: | Raffaele Sorgente (Campobasso) Catello Abagnale (Ciampino) |

|                              |           |                                         |
| Danilo 4’, 39'30’’ Gaucci 9’ | Marcatori | 12’ (t.l.), 39’ Morgado 39'58’’ Barbona |

| Arbitri: | Mauro Del Tutto (Ciampino) Enrico Carpani (Ascoli) |

|                                                                     |           |                                                  |
| Fontana 13’ E. Salomão 20'19’’ Barboza 30'27’’ Chilavert 38’ (aut.) | Marcatori | 9’, 10’, 37’ Vicentini 18’ Bearzi 19’, 30’ Rubei |

##### Gara 2
| Arbitri: | Antonio Mazza (Torino) Alessandro Radicello (Palermo) |

|                                                      |           |                                                                      |
| Foglia 4’, 25’, 32'30’’ Amoroso 6’, 32’ Sandrinho 8’ | Marcatori | 4'30’’, 26’, 34’ Penna 9’ Grana 19’ Guerini 22’, 25'45’’ De Oliveira |

| Arbitri: | Marco Tibaldi (Roma 1) Guido Alfonsi (L'Aquila) |

|                                                                  |           |                               |
| Bacaro 3’, 9’, 34’ Manzali 4’ M. Angelini 15’ (t.l.) Sánchez 39’ | Marcatori | 10’, 19’ Cipolla 18’ Jubanski |

| Arbitri: | Stefano Salvadori (Rovigo) Augusto Balestra (Forlì) |

|                             |           |                                                                     |
| R. Villalba 27’ Fabiano 31’ | Marcatori | 2’ (aut.) Giustozzi 11’ Baptistella 25’ Simi 35’ Gaucci 39’ Rogério |

| Arbitri: | Roberto Teseo (Roma 1) Americo Scatena (Tivoli) |

|                                                                              |           |             |
| Rubei 0'24’’ Bearzi 1’ Leandro 8’ Mastropierro 16’ (aut.) Barboza 22’ (aut.) | Marcatori | 37’ Juliano |

#### Semifinali

##### Gara 1
| Arbitri: | Carlo Di Marco (Pescara) Luigi Case (Pescara) |

|             |           |                          |
| Sanchez 23’ | Marcatori | 5’ Pinilla 39’ Sandrinho |

| Arbitri: | Alberto Bianchi (Conegliano) Lorenzo Mario Brambilla (Milano) |

|                                          |           |            |
| Rogério 15’, 22’ Simi 25’ E. Bertoni 32’ | Marcatori | 29’ Bearzi |

##### Gara 2
| Arbitri: | Ercole Vescio (Catanzaro) Valerio Ierace (Grosseto) |

|                                             |           |                                           |
| Pinilla 12’, 33’ Foglia 16’ Đulvat 19’, 36’ | Marcatori | 7’, 10’ Bacaro 13’ Furlam 26’ Montovaneli |

| Arbitri: | Giuseppe Buluggiu (Cagliari) Marcello Toscano (Ercolano) |

|                                                      |           |                         |
| Bearzi 5’ Rubei 26’ Rogério 32’ (aut.) Vicentini 36’ | Marcatori | 14’ Simi 36'30’’ Gaucci |

##### Gara 3
| Arbitri: | Guido Alfonsi (L’Aquila) Catello Abagnale (Ciampino) |

|                                     |           |                                               |
| Busato 24’ Vicentini 29’ Bearzi 33’ | Marcatori | 7’, 38’ E. Bertoni 25’ Danilo 37’ Baptistella |

#### Finale

##### Gara 1
| Arbitri: | Marco Pacenza (Rossano) Massimo Cumbo (Roma 1) |

|                                              |           |                                                                    |
| E. Bertoni 17’ Campagnaro 20'20’’ Danilo 27’ | Marcatori | 3’, 20'40’’ Brancher 7’, 21’, 24’ Foglia 19’ Sandrinho 35’ Pinilla |

##### Gara 2
| Arbitri: | Rosino Tatti (Avezzano) Francesco Massini (Roma 1) |

|                                                                                   |           |                                                   |
| Pinilla 6’ Foglia 11’, 17’, 23’ Brancher 26’ Sandrinho 27’, 34’ Licciardi 34'30’’ | Marcatori | 1’ Danilo 24’ Gioia 31’ E. Bertoni 39’ Campagnaro |

### Classifica marcatori play-off
| Gol |  |  | Giocatore       | Squadra   |
| --- |  |  | --------------- | --------- |
| 11  |  |  | Adriano Foglia  | Arzignano |
| 9   |  |  | Rogério         | Perugia   |
| 7   |  |  | John Pinilla    | Arzignano |
| 6   |  |  | Vinícius Bacaro | Roma RCB  |
| 6   |  |  | Edgar Bertoni   | Perugia   |
| 6   |  |  | Riccardo Gaucci | Perugia   |
| 6   |  |  | Andrea Penna    | Genzano   |

| Gol |  |  | Giocatore        | Squadra          |
| --- |  |  | ---------------- | ---------------- |
| 6   |  |  | Leandro Simi     | Perugia          |
| 5   |  |  | Andrea Bearzi    | Prato            |
| 5   |  |  | Jair Dalle Molle | Atletico Palermo |
| 5   |  |  | Sandrinho        | Arzignano        |
| 5   |  |  | Danilo           | Perugia          |
| 5   |  |  | André Vicentini  | Prato            |

## Play-out[5]
Ai play-out parteciparono la 11ª e la 12ª classificata della serie A e le vincenti dei play-off della Serie A2. Al termine del doppio confronto il San Paolo Pisa mantenne la massima categoria imponendosi sulla Polisportiva Giemme; la Lazio fu invece sconfitta dalla Brillante Roma, retrocedendo in Serie A2.

### Andata
| Arbitri: | Antonio Mazza (Torino) Massimo Cumbo (Roma 1) |

|                                           |           |                                                            |
| Cleverson 16’, 26’, 32’, 35’ Moravski 21’ | Marcatori | 12’, 33’ Schurtz 25’ Strapazzon 26'30'’ Rafagnin 31’ Gusso |

| Arbitri: | Vincenzo Vitrioli (Reggio Calabria) Cipriano Scarfò (Taurianova) |

|                                                        |           |                                   |
| Favalli 11’ Cerutti 14’ Veronesi 28’ Felicino 33’, 39’ | Marcatori | 18’, 19’ (t.l.), 39'47'’ Fujinaga |

### Ritorno
| Arbitri: | Luigi Case (Pescara) Carlo Di Marco (Pescara) |

|                                                    |           |                                                                 |
| Schurtz 0'30'’, 1’, 8’ Biro-Biro 14’, 21’, 27'30'’ | Marcatori | 11'’ Maurinho 23’, 25’ (rig.), 35’ (t.l.) Cleverson 32’ Gazzini |

| Colleferro 11 maggio 2004 | Lazio     | 3 – 8 (2-3) referto                                                                      | Brillante Roma | Palazzetto dello sport |
| Shamsaei 6’ Vasconcelos 6'50'’ Grassi 38’ Marcatori 2’ , 4’ Cerutti 2'30'’ Favalli 27’ Fiore 28’ Anzidei 30’ Felicino 31’ Salino 33’ Veronesi |           |                                                                                          |                |                        |
| |           |                                                                                          |                |                        |
| Shamsaei 6’ Vasconcelos 6'50'’ Grassi 38’ | Marcatori | 2’, 4’ Cerutti 2'30'’ Favalli 27’ Fiore 28’ Anzidei 30’ Felicino 31’ Salino 33’ Veronesi |                |                        |

## Supercoppa italiana
La sesta edizione della Supercoppa italiana si è svolta martedì 9 settembre 2003 presso il Palazzetto dello sport di Maliseti tra i Campioni d'Italia del Prato e la vincitrice della Coppa Italia la CVM Lazio.
| Arbitri: | Antonio Mazza (Torino) Lorenzo Mario Brambilla (Milano) ? Maestroni (Gallarate) |
| Crono:   | Ugo Navillod (Aosta)                                                            |

| |            | |
| Vicentini 18'27’’, 24'20’’, 38'41’’ (t.l.) Leandro 32'08’’ Rubei 38'33’’ | Marcatori  | |
| Claudio Fiori Felice Mastropierro André Vicentini Andrea Rubei Andrea Bearzi Franco Bernardi Vincenzo Restivo Cristian Busato Carlos Chilavert Sandrinho Leandro Pereira Ribeiro Pablo Conti | Formazioni | · Simone Gentili · Filippo Feliziani · Salvatore Zaffiro · Fabricio D'Angelo · Vinícius Bacaro · Emanuele Fratini · Alessio Grassi · Gianluca Plini · Giorgio Ruzzier · Maurizio Grassi · Stefano Trossero · Alessandro Vettori |
| Jesús Velasco | Allenatori | Franco Albanesi |